# Nymph Island National Park
Nymph Island National Park är en park i Australien. Den ligger i delstaten Queensland, omkring 1 600 kilometer nordväst om delstatshuvudstaden Brisbane. Den ligger på ön Nymph Island.
Trakten är glest befolkad. Det finns inga samhällen i närheten.